# Coniophanes melanocephalus
Espèce
Synonymes
- Tachymenis melanocephala Peters, 1870

Statut de conservation UICN

 DD  : Données insuffisantes
Coniophanes melanocephalus est une espèce de serpents de la famille des Dipsadidae.

## Répartition
Cette espèce est endémique du Mexique. Elle se rencontre dans les États du Morelos et de Puebla.

## Publication originale
- Peters, 1870 : Über mexicanische Amphibien, welche Hr. Berkenbusch in Puebla auf Veranlassung des Hrn. Legationsraths von Schlözer dem zoologischen Museum zugesandt hat. Monatsberichte der Königlich Preussischen Akademie der Wissenschaften zu Berlin, vol. 1869, p. 874-881 (texte intégral).